# Perdikkas (diadoch)
 For alternative betydninger, se Perdiccas. (Se også artikler, som begynder med Perdiccas)
Perdikkas (regerer fra 364 f.Kr.-359 f.Kr. – død 320 f.Kr.) var en af Alexander den Stores generaler, søn af Orontes, en efterkommer af de selvstændige fyrster over provinsen Orestis.
Perdiccas udmærkede sig ved Alexanders erobring af Theben i år 335 f.Kr. Han holdt også en vigtig post ved kampagnen i Indien. I diskussionerne efter Alexanders døde i 323 f.Kr. var det blevet besluttet, at det skulle være Arrhidaeus som besteg tronen, der var en frillesøn af Alexanders far Philip og halvbror til Alexander. Dog skulle Alexanders spædbarn Alexander IV være medkonge. Perdiccas blev udpeget som regent for Alexander IV, men også som beskytter af barnet. Han viste sig hurtigt som intolerant og viste overherredømme i de to medkongers navn og prøvede at holde kæmpeimperiet sammen.
Hans mest loyale mand var Eumenes, guvernør af Kappadokien og Paflagonien. Disse provinser var endnu ikke erobret af makedonierne. Og Antigonus, guvernør af Frygien, Lykien og Pamfylien nægtede at overtage opgaven ved at erobre disse, blev hjemkaldt til en rigsret. Han flygtede til Europa og indgik en alliance med Antipater, Craterus og Ptolemæus, søn af Lagus.
Perdiccas forlod Lilleasien og overlod krigen der til Eumenes, marcherede mod Ptolemæus i Ægypten. Han nåede til Pelusium, men fejlede i at krydse Nilen. Et mytteri brudte ud mellem tropper, mismodet ved hans mislykket mission blev Perdiccas snigmyrdet af nogle af sine egne officer.
 Der er for få eller ingen kildehenvisninger i denne artikel, hvilket er et problem. Du kan hjælpe ved at angive troværdige kilder til de påstande, som fremføres i artiklen.

1. ↑  Navnet er anført på engelsk og stammer fra Wikidata hvor navnet endnu ikke findes på dansk.